# William Dunlop (moto)
Pour les articles homonymes, voir Dunlop.
William Dunlop (23 juillet 1985 - 7 juillet 2018) est un pilote de moto professionnel d'Irlande du Nord. Faisant partie d'une dynastie de coureurs motos, William est le frère aîné de Michael Dunlop; tous deux sont les fils de Robert Dunlop et les neveux de Joey Dunlop. Il est décédé des suites d'un accident lors d'un événement de course en république d'Irlande.

## Carrière
William commença à piloter des motos de 125 cm3 en 2000, alors qu'il avait 15 ans. Au cours de sa carrière de pilote, il a accumulé 108 victoires en Irish National Road Race.
Il a également remporté de nombreuses victoires lors de deux des prestigieuses courses sur route d'Irlande, le North West 200 (4 victoires) et le Grand Prix d'Ulster (7 victoires). Ses meilleurs résultats au TT de l'île de Man lui ont permis de décrocher la troisième place sur le podium à quatre reprises, son meilleur résultat étant la deuxième place du TT Zero en 2016.
Jusqu'à fin 2015, Dunlop avait couru pour Tyco BMW Motorrad Racing faisant campagne sur une BMW S1000RR et une Suzuki GSX-R600. La saison 2016 l'a vu participer aux principales courses internationales sur route au guidon de Yamaha YZF-R1 et YZF-R6 dans les catégories Superbike et Supersport.
William Dunlop a également couru avec une Kawasaki ZX-10R Superstock, fournie par une équipe différente, lors de certaines manches du championnat britannique ,,.
Il a également participé à onze saisons de courses au TT entre 2006 et 2017. Une seconde place et quatre troisièmes places étant ses meilleurs résultats, dans les catégories 125, SuperSport et Classic,. Il a remporté deux courses au North West 200 avec sa première victoire en 2009 en catégorie 250 cm3. 2009 a également vu Dunlop prendre part à la dernière course du Grand Prix 250 cm3 à Valence, terminant 18eme sur une Honda PJ Flynn Bigman Racing.

### 2014
Dunlop accidenta sa Tyco Suzuki Superbike lors de la dernière course de la semaine au TT de l'île de Man 2014, lors de l'épreuve Senior TT. Il mena la course brièvement pendant le premier tour, mais lors du troisième tour au niveau du virage Graham Memorial sur la section de la montagne, il sortit de la route percutant le remblai adjacent, ce qui entraîna deux fractures à la jambe gauche,.

### 2015
Dunlop démarra sa saison 2015 sur un bon pied en remportant une double victoires à la Tandragee 100 sous une pluie battante. Dans la catégorie Supersport, Dunlop a réalisé une performance très convaincante au guidon d'une Yamaha YZF-R6 de CD Racing et a clos la rencontre en remportant la victoire en Senior Open Race sur la BMW S1000RR de TAS Racing.

## Décès
William Dunlop a subi des blessures mortelles à la suite d'un accident lors de l'entrainement des Skerries 100 Road Races 2018 dans le comté de Dublin.

## Statistiques de carrière

### Course de motos Grand Prix

#### Par saison
| Saison | Classe  | Moto  | Équipe        | Nombre | Course | Gagner | Podium | Pôle | Rabat | Pts | Plcd |
| ------ | ------- | ----- | ------------- | ------ | ------ | ------ | ------ | ---- | ----- | --- | ---- |
| 2009   | 250 cm3 | Honda | Bigman Racing | 33     | 1      | 0      | 0      | 0    | 0     | 0   | NC   |
| Total  |         |       |               |        | 1      | 0      | 0      | 0    | 0     | 0   |      |

#### Courses par année
| An   | Classe  | Moto  | 1   | 2   | 3   | 4   | 5   | 6    | sept | 8   | 9   | dix | 11      | 12  | 13  | 14  | 15  | 16     | Pos | Points |
| ---- | ------- | ----- | --- | --- | --- | --- | --- | ---- | ---- | --- | --- | --- | ------- | --- | --- | --- | --- | ------ | --- | ------ |
| 2009 | 250 cm3 | Honda | QAT | JPN | SPA | FRA | ITA | CHAT | NED  | GER | GBR | CZE | INDIANA | RSM | POR | AUS | MAL | VAL 18 | NC  | 0      |

## Palmarès TT complet
| Clé         | Clé |
| ----------- | --- |
| Podium      |     |
| Place       |     |
| Abd Abandon |     |

| 2016 | TT Zero 2                    |                              |                          |                     |                   |                      |                      |               |  |  |  |  |  |
| 2015 | Superbike TT 5               | Supersport TT 1 Abd          |                          |                     |                   |                      |                      |               |  |  |  |  |  |
| 2014 | Superbike TT 6               | Supersport TT 1 5            | Superstock TT Abd        | Supersport TT 2 3   | Senior TT Abd     | Classique 500 TT Abd | Classique 350 TT Abd |               |  |  |  |  |  |
| 2013 | Superbike TT 9               | Supersport TT 1 3            | Supersport TT 2 4        | Superstock TT 9     | Senior TT 7       | Classique 500 TT 2   | Classique 350 TT Abd |               |  |  |  |  |  |
| 2012 | Superbike TT 6               | Supersport TT 1 3            | Superstock TT Abd        | Supersport TT 2 Abd | TT léger 6        | Senior TT Annulé     |                      |               |  |  |  |  |  |
| 2011 | Superbike TT 7               | Superstock TT 5              | Supersport TT 2 Abd      | Senior TT 8         |                   |                      |                      |               |  |  |  |  |  |
| 2010 | Superbike TT Abd             | Supersport TT 1 6            | Superstock TT 16         | Supersport TT 2 7   | Senior TT Abd     |                      |                      |               |  |  |  |  |  |
| 2009 | Ultra Lightweight 125 TT 1 3 | Ultra Lightweight 125 TT 2 4 | Lightweight 250 TT 2 Abd | Superstock TT 11    | Supersport TT 1 9 | Supersport TT 2 Abd  | Superbike TT 12      | Senior TT Abd |  |  |  |  |  |
| 2007 | Supersport TT Abd            | TT senior 34                 |                          |                     |                   |                      |                      |               |  |  |  |  |  |
| 2006 | Supersport TT 26             | TT senior 35                 |                          |                     |                   |                      |                      |               |  |  |  |  |  |

## Voir également